# Сенченко, Николай Иванович
Никола́й Ива́нович Се́нченко (род. 1 мая 1945, Нежин) — советский и украинский учёный в области вычислительной техники, а также книговедения. Доктор технических наук (1988), профессор (1995). Заслуженный деятель науки и техники Украины (1999), лидер Украинской консервативной партии (с 2005). Директор Государственного научного учреждения «Книжная палата Украины имени Ивана Федорова» (с 1995). Главный редактор журнала «Вестник Книжной палаты».

## Биография
Родился 1 мая 1945 года в городе Нежин.
В 1961 году поступил на физико-математический факультет Нежинского университета имени Н. Гоголя, но вскоре перевёлся в Харьковский институт радиоэлектроники — на факультет вычислительной техники, который окончил в 1966 году по специальности «Математические и счётно-решающие приборы и устройства».
В 1974 году защитил кандидатскую диссертацию и начал преподавательскую деятельность. Через два года получил звание доцента кафедры высшей математики и прикладной математики.
В 1988 году защитил докторскую диссертацию и переехал в Киев, где стал директором Центральной научной библиотеки АН УССР.
В 1992—1993 годах был проректором Киево-Могилянской академии; в 1993—1995 годах — проректор Киевского института культуры. С 1995 года стал директором Государственного научного учреждения «Книжная палата Украины имени Ивана Федорова».

## Публикации
Автор четырёх монографий и около 300 научных и публицистических статей. Среди них:
- Сенченко Н. И. Невидимый заговор против человечества. — К.: МАУП, 2007. — 800 с.
- Планетарная война — формирование наркоцивилизации (недоступная ссылка)
- Тотальная дезионформация человечества
- ЦРУ США — крупнейший наркоторговец